# Associação de Homens Coreanos
A Associação de Homens Coreanos(Coreano:남성연대; literalmente Solidariedade para Homens) é um organização sem fins lucrativos baseada no masculinismo. Foi fundada na Coréia do Sul, em 2008. Seu primeiro líder foi Sung Jae-gi.

## Sumário
A Associação de Homens Coreanos insistia na abolição do Ministério da Igualdade de Gêneros e Família por decisões pró mulheres dentro do Ministério e pela volta do Sistema de Pontos Extras para Veteranos que serviram o exército sul-coreano. O grupo está em crise financeira com mais de 200 milhões acumulados em débito por causa da falta de apoio governamental.